# Szinesztézia
A szinesztézia olyan mentális jelenség, amelyben egyik érzékszerv által keltett benyomás automatikusan aktivál egy másik érzetet, tehát például a betűkhöz vagy számokhoz az ember akaratlanul is színeket társít. A szó görög eredetű: σύν (szün) – együtt, egyszerre, αισθησις (esztészisz) – érzékelés. Magyarul összeérzésnek is nevezik.

Példa egy valódi betűkre és számokra vonatkozó szinesztéziára.

## Jellemzői
- nem akaratlagos, reflexszerű
- stabil, hosszabb idő alatt is csak nagyon keveset változik
- akarattal nem változtatható meg, kiirthatatlan
- nem megfordítható
- nem kötődik meghatározott helyzethez, emlékhez vagy benyomáshoz
- az érintett számára úgy tűnik, mintha azóta lenne, mióta az eszét tudja[1]
- egyedi, azaz minden érintett számára más

Semmi értelme sincs tehát a szinesztéziás személyt arra kényszeríteni, hogy nyomja el a társult érzeteket.

## Osztályozása
- Eredet szerint:
  - Genuin, veleszületett vagy külső[2] befolyásolástól függetlenül kialakult
  - Metaforikus[2]
  - Kondicionált, külső befolyásolásra kialakult (például hűtőmágnesek hatására)[3] Egyes országokban a szülők színes betűmágneseket vesznek gyerekeiknek, hogy így segítsék a gyerekek olvasástanulását. A gyerekek összekapcsolhatják a betűket és a készletben hozzájuk tartozó színt. Előfordul, hogy a metaforikus és a kondicionált szinesztéziát nem tekintik igazinak, és intermodális analógiáról beszélnek.
  - Drog által okozott szinesztéziás élmény. Egyes drogok, például az LSD a hallucinációk mellett az érzékek keveredését okozzák.[4] Ez azonban a kábítószer hatásával együtt elmúlik. Szélütés, vakság vagy siketség következménye is lehet.[5] Epilepsziás rohamok alatt, és skizofréniában[6] is jelentkezhetnek szinesztéziás élmények.
- Típus szerint:
  - Klasszikus típusú: az öt érzék egyikének egy másikhoz való társulásából adódó, mint például színes hallás, vagy az úgynevezett tükör-érintéses típus[7][8]
  - Érzelmi, az érzelmekhez kapcsolódó.[2]
  - Lexikai, szavakhoz tartozó
  - Fogalmi, fogalmakhoz tartozó
- A megjelenés módja szerint:
  - asszociatív, a lelki szemek előtt megjelenő[9]
  - projektív, a külvilágban vagy az észlelő testében megjelenő[9] Az élmény intenzitása nagy mértékben változhat.[10] Több, mint hatvan különböző típus létezik,[11] de ezeknek csak egy részét vizsgálták tudományos igénnyel.[12]

## Megélése

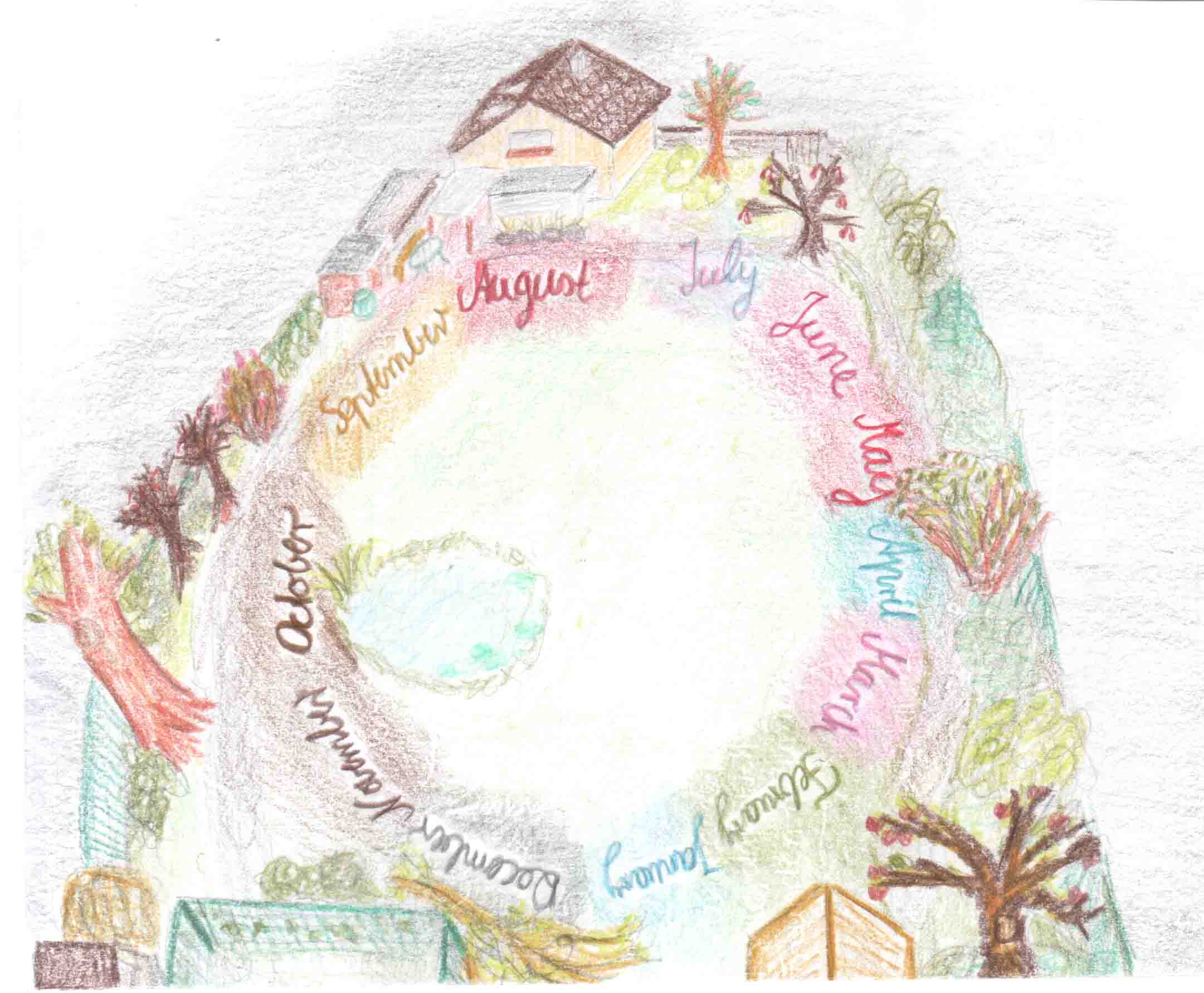

Sokszor a szinesztéziások nem veszik észre maguktól, hogy nem úgy észlelik a világot, mint a többi ember.
Legtöbbjük semlegesnek vagy kellemesnek érzi, de néha úgy érzik, hogy túl sok inger éri őket adottságuk miatt.
Legtöbbjük már gyermekként felfedezi szinesztéziáját. Jellemzően pozitívan értékelik, és az emlékezőképesség javítására, a fejben számolás megkönnyítésére, és bonyolult kreatív tevékenységekhez használják, mint például a képzőművészet, a zene és a színjátszás.
A közös jellemzők ellenére nagy a változatosság, és ez többféleképpen nyilvánul meg. Minden szinesztéziás egyéni érzékelésmóddal bír, amit nem akar elveszíteni. Ezt már a korai kutatások is felfedezték, de csak a 21. század elején ismerték el újból a kutatók.
Például a betű-szín szinesztéziások lehetnek projektorok vagy asszociátorok. A beszámolók szerint az asszociátorok vannak többségben.
A színek intenzitása változó: van, aki inkább csak sejti, míg mások nagyon is jól látják őket.
Egyeseknek a magánhangzók a színesebbek, másoknak a mássalhangzók. Néha olyan színeket is látnak, amiket egyébként a látórendszer felépítése miatt nem láthatnának, lásd lehetetlen színek.
Összegzésként: a beszámolók szerint nagyon nagy a változatosság a típusokban, az intenzitásban, és a szinesztézia kreatív hasznosításában a mindennapi életben.
Az 1990-es évektől kezdve az internet előretörésével egyre többször találnak egymásra a szinesztéziások. Online fórumok, levelezőlisták alakultak, és országos szövetségek jöttek létre az Amerikai Egyesült Államokban, Nagy-Britanniában, Németországban, Hollandiában és Belgiumban. A Magyar Szinesztézia Társaság a Magyar Nemzeti Színbizottság keretében működik.

## Típusok
Szinte bármely két (vagy több) érzék (vagy almodalitás) között létrejöhet szinesztézia. A típusokat még csak számbavenni sem lehet, hiszen bármikor jelentkezhet valaki egy olyan típussal, amire addig nem is gondoltak. Ezért a kutatók megegyeztek abban, hogy a következő módon jelölik a típust: x → y, ahol x a kiváltó, y a kiváltott, járulékos érzékleti típus. Például: a graféma-szín típus jelölése graféma → szín; a tükör-érintéses szinesztézia típusa legtöbbször látás → tapintás, azon belül is egy speciális altípus; a hangok látása mozgás és szín együtteseként a következőképpen jelölhető: hallás → (szín, mozgás).
Majdnem minden elméletileg lehetséges típus előfordul, de egyes típusok gyakoribbak.

### Graféma → szín

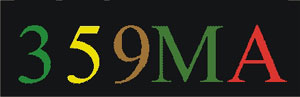

Az egyik leggyakoribb típus. Az egyes betűkhöz és számjegyekhez különböző színek kapcsolódnak, vagy színekben látszódnak. Az egyes szinesztéziásoknál nem egyeznek a színek, de nagyméretű mintákban szabályszerűségek láthatók, például az A betű sokszor piros, az O fehér vagy fekete, az S sárga, és így tovább.
Egy graféma → szín szinesztéziás: „A betűkhöz és a számokhoz gyakran színeket kapcsolok. Minden betűnek és számjegynek színe van a fejemben. Néha, ha a betűk vastagon vannak írva a papírra, egy pillanatra megjelenik ez a szín, ha nem figyelek rá. Néhány példa: az S piros, a H narancs, a C sárga, a J zöldessárga, a G zöld, az E kék, az X bíbor, az I halványsárga, a 2 sárgásbarna, az 1 fehér. Ha leírom, hogy SHCJGEX, az a szivárvány képzetét kelti, mint ahogy az ABCPDEF is.”
Egy másik: „Ha az emberek az érzékelésemről kérdeznek, akkor talán megkérdik: ha ránézel egy teleírt lapra, akkor az szivárványszínű? – Nem egészen. Ha olvasok, akkor az éppen olvasott szó körül még öt szó színes. Csak a színeim segítségével tudok helyesen írni. Emlékszem, hogy az általános iskolában így jegyeztem meg a priority szó írásmódját: a szó sötétebb több más szónál. Nem lehet benne e, mert az e sárga, ilyen pedig nincs benne.”
Egy harmadik egészen másról számol be: „Ha szavakat olvasok egy lapon, akkor maguk a betűk nem színesek, de a fejemben ott vannak a színek, ahogy végigmegyek rajtuk, és ez mindig is így volt. Emlékszem, hogy az óvodában minden szobának megvolt a maga színe, amit hozzárendeltem. Néha az akkori dolgokat a színükkel akarom megnevezni. Ugyanígy a napokat, a hónapokat és a többit. Azt hittem, csak beleképzeltem ezeket. De végül rá kellett jönnöm, hogy ez valójában szinesztézia.”

### Hang → szín

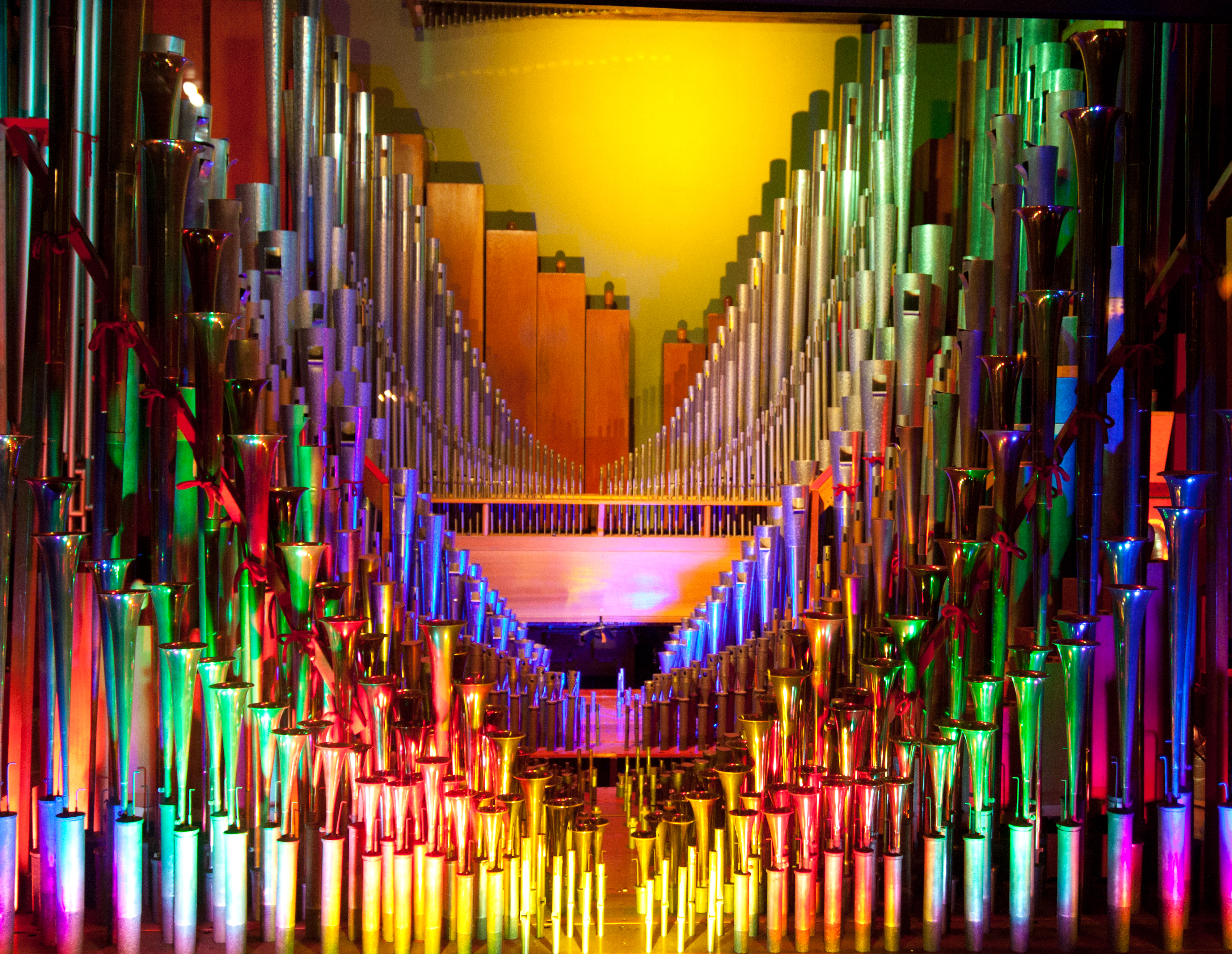

Ebben a típusban bizonyos hangok színérzetet váltanak ki. A szín egyaránt függhet a hangmagasságtól, a hangszíntől, a hangerőtől és a hang többi jellegzetességétől. Simon Baron-Cohen és társai két típusra osztják a színes hallást: az egyikben a zenei hangok váltanak ki színeket: ez a zene → szín szinesztézia. Például lehet egy zenei hang piros, vagy a hárfa hangja arany. A másik típusban a környezeti hangok váltanak ki színeket. Így színe lehet az óra csörgésének, és az ajtónyikorgásnak.
Nemcsak a színárnyalat változhat, hanem a szín többi aspektusa is, így a telítettsége és a fényessége is.
A telítettség megadja, hogy mennyire élénk a szín, például a szivárvány színei telítettek. A fényesség leírja, hogy mennyi a fehér a színben, így ha a piros szín fényessége csökken, akkor barnába, végül feketébe megy át. A beszámolók szerint ezek a színek gyakran mozognak, és ki-be áramolhatnak a látótérbe.
A tapasztalatok itt is egyediek: a színesen halló szinesztéziások nem egyeznek a színekben. A sok embert vizsgált tanulmányok szerint itt is kirajzolódik a minta: a magasabb hang világosabb.
Ebben még azok is egyetértenek, akiknek nincs ilyen szinesztéziájuk. Ez azt sugallja, hogy ez a típus az egyébként is meglevő mechanizmusokon alapszik.

### Számformák
A számforma térkép a számokról, ami reflexszerűen mindig megjelenik az azt tapasztaló alanynak, amikor számokat lát, vagy gondol. A számformákat először Francis Galton írta le.
A későbbi kutatók a szinesztézia egyik típusaként azonosították.
A tanulmányok szerint a számformák a parietális lebeny számokkal és a térrel foglalkozó területei közötti keresztaktiválás eredményeként jönnek létre.
A számformák segíthetnek a mindenkiben öntudatlanul meglevő szám – tér kapcsolatok idegi mechanizmusainak megértésében.

### Személyiség
A lexikális → személyiség típusban a számokhoz, a betűkhöz, a napokhoz, vagy a hónapokhoz személyiségjegyek kapcsolódnak.
Bár ezt a típust már az 1890-es években felfedezték, az újabb kutatások kevés figyelmet szenteltek neki.
A különböző sorozatok elemeihez kapcsolódó személyiségjegyekre gyakran animizmusként utalnak. Ezt a típust nagyon nehéz megkülönböztetni az asszociációktól. De ha teljesülnek a szinesztézia tulajdonságai, akkor ez nem egyszerű asszociáció. Egy folyamatban levő kutatás ezeket a tulajdonságokat igyekszik kimutatni, és kapcsolatokat keres a szinesztézia más típusaival.

### Megszemélyesítő szinesztézia
A megszemélyesítő szinesztézia nyelvi sorrendi jelenségeket, betűket, számokat (Simner és Hubbard, 2006; Simner és Holenstein, 2007) vagy tárgyakat (Smilek, Malcolmson, Carriere, Eller, Kwan és Reynolds, 2007) személyiséggel vagy nemi jelleggel ruház fel.
Egy alany: „A T-k kiállhatatlan teremtmények. Az U lélektelen. A 4 becsületes, de a 3-ban nem tudok megbízni. A 9 sötét színű úriember, magas és kedves, de nem annyira udvarias.”
A Cytowic által vizsgált alany (MT): „I néha harcias, habár könnyű vele bánni. J jó kedélyű, de erős személyiség. K egy nyugodt, lelkiismeretes nő.”
A kutatások szerint Püthagorasznak is volt ilyen típusú szinesztéziája.

### Szó → íz
Kimondott szavak vagy beszédhangok ízérzetet váltanak ki.
James Wannerton: „Ha szavakat vagy beszédhangokat hallok, olvasok vagy artikulálok, akkor akaratlanul is ízt érzek a nyelvemen. Ezek nagyon specifikusak, soha nem változnak, és mindig is ilyenek voltak, már amennyire vissza tudok emlékezni.”
Jamie Ward és Julia Simner áttanulmányozta ezt a típust, és úgy találta, hogy ezek az ízek a kisgyermekkori ízélményekre mennek vissza.
James Wannerton számára például nincsenek kávé vagy curry ízű szavak, bár felnőttként rendszeresen fogyasztja ezeket. Viszont érzi olyan régi édességek és gabonapelyhek ízét, amik már nem kaphatók.
Jamie Ward és Julia Simner szerint ezek az ízek sokkal inkább a beszédhangokkal, mint a betűkkel állnak kapcsolatban. Például James Wannertonban a /I/, /n/ és az /s/ hangok mentolízt váltanak ki. Más hangokkal kevés a hasonlóság; az /f/ hang szörp ízű. Megmutatták, hogy a /k/ hanghoz tojásíz kapcsolódik, akár c, akár k, akár ck, akár x jelöli. A szó jelentése szintén belejátszhat az ízbe, így az ételeket megnevező szavak íze ugyanaz, mint az általuk megnevezett ételeké.

### Auralátás
Már régen felfedezték az auralátást az ezoterikusok. A jelenséget energiarezgések látásával magyarázták, és magyarázzák még ma is.
A tudományos kutatások szerint azonban nem különböző energiarezgések észleléséről, hanem a külső jegyekből tudat alatt kikövetkeztetett hangulatokon, érzelmeken, személyiségjegyeken alapuló szinesztéziáról van szó.
A különböző leírások szerint a színek különböznek az egyes leírásokban: mindenkinél más a színek és az aura egyes rétegei közötti kapcsolat. Léteznek továbbra tapintáson, vagy más érzéken alapuló auraképek is. Az észlelés csak bizonyos körülmények között, nyugodt lelkiállapotban jöhet létre. Gyakran az észlelés nem jelenik meg, és nem a külvilágban látható. Mindezek arra utalnak, hogy szinesztéziáról van szó.

## Okai
Okai nem ismertek. A feltevések szerint a különböző területekhez tartozó idegsejtek keresztaktiválása okozza. Vitatott, hogy kell-e ehhez külön neuronális hálózat, vagy csak egyensúlyeltolódásról van szó, továbbá a limbikus rendszer szerepe sem tisztázott ebben a dologban. Az is lehet, hogy nem minden szinesztéziásnál ugyanaz a helyzet.
Egy kísérletben hipnózissal váltottak ki szinesztéziás élményeket. Az alanyoknak a kísérlet előtt nem voltak szinesztéziás élményeik. Hipnotikus állapotban azt szuggerálták nekik, hogy a számoknak meghatározott színük van, például az egyes számjegy piros. Ezután úgy kapcsolták össze a számokat és a színeket, mintha szinesztéziások lettek volna. A jelenséget sikerült poszthipnotikus szuggesztióval is kiváltani.

### Neurofiziológiai eredmények
Az 1980-as, 1990-es évek technikai fejlődésével lehetővé vált az emberi agy részletesebb vizsgálata. A tudósok fMRT-vel és EEG-vel élőben követhetik az agyban zajló eseményeket, és megtudhatják, hogy melyik része mikor aktív.
Richard Cytowic és társai szerint minden újszülöttben vannak olyan idegi kapcsolatok, amik összekapcsolják a különböző szenzoros rendszereket. Cytowic vizsgálatai szerint ezek a kapcsolatok három hónapos kor után eltűnnek. Azt sejtik, hogy van olyan gén, ami segít megőrizni ezeket a kapcsolatokat.
Megfigyelték, hogy azokban, akik számára a szavaknak színük van, a bal féltekei színlátással foglalkozó V4/V8 terület nemcsak a színekre, hanem a szavakra is reagál. Ugyanez a félteke foglalkozik a nyelvvel is. Ez erős bizonyítékot szolgáltat arra, hogy a jelenséget az efféle idegi kapcsolatok okozzák.

## Előfordulása
A jelenség természete miatt nem lehet tudni, hogy milyen ritka vagy gyakori is valójában. A szinesztéziások ugyanis maguktól nem veszik észre adottságuk különlegességét. A becslések nagyságrendje változó, van egy a százezerhez és egy a húszhoz becslés is, de van, aki úgy hiszi, hogy a legtöbb ember valamilyen formában szinesztéziás.
Simner és társai úgy találták, hogy az előfordulás gyakorisága 1 a 23-hoz. Ők végezték az első véletlenített vizsgálatot.
Családi halmozódás mutatkozott az X-kromoszómán levő domináns allél öröklődési mintája szerint. A 2009 elején nyilvánosságra hozott genetikai kutatások azonban a 2-es, az 5-ös, a 6-os és a 12-es kromoszómán találtak szinesztéziával kapcsolatba hozható régiókat, az X-kromoszómán nem; továbbá bizonyítottak két esetet, amikor a fiú az apától örökölte ezt a tulajdonságot.
A genetikai meghatározottság nem kizárólagos: találtak egypetéjű ikreket, akik közül csak az egyik volt szinesztéziás.
Egy családban nemzedékeket is átugorhat. Mindezek azt fejezik ki, hogy a génkifejeződés nem teljes. A vizsgálat szerint a gének nem határozzák meg a szinesztézia típusát; az sokkal inkább a környezeti tényezőkön és a génkifejeződéseken múlik.
Úgy látszott, hogy a nők között sokkal gyakoribb: 2-7-szerese a férfiakénak. Az újabb véletlenített vizsgálatok szerint a nemek aránya 1,1:1 a nők javára.
A művészek között 8-szor gyakoribbnak látszik, mint a többi embernél. Mindazonáltal egyes tanulmányok szerint kapcsolat van a szinesztézia és a kreativitás között.
Vannak tanulmányok, amik azt sugallják, hogy a szinesztéziások hajlamosak összekeverni az irányokat, és hogy rosszabbak a matematikai képességeik, ezeket azonban nem sikerült tudományos alapossággal igazolni.
Más kutatások szerint a szinesztézia javíthat az emlékezőképességen.
Ha a színes hallás érzékeny a hangmagasságra, akkor ez abszolút hallást eredményezhet, hiszen alkalmas arra, hogy az alany színekként különböztesse meg a hangokat.
Egyes kutatások szerint a szinesztéziások érzékenyebbek a külső ingerekre, mint a többség.
Azonban mindezekről nem lehet tudni, hogy mennyire jellemzők az egyes emberekre.

## Kimutatása
A legegyszerűbb tesztek a szinesztézia nagyfokú állandóságán alapulnak. Az alany kétszer végzi el a hozzárendelést. A két alkalom között hosszabb idő telik el. Baron-Cohen et al. szerint ha az alany valóban szinesztéziás, akkor az eredmények között 1 hónapos időköz esetén akár 90%-os hasonlóság is lehet, ha nem az, akkor 30-40%-os hasonlóságra lehet számítani, még akkor is, ha felhívták a figyelmét a teszt ismétlésére.
Más tesztek a Stroop-hatást használják. Eredetileg azt nevezik Stroop hatásnak, hogy ha színneveket mutatnak színesben, akkor a szavak színének megnevezése tovább tart, ha nem azzal a színnel van írva a szó, mint amit jelent. Azaz pirost kékkel, kéket pirossal írva nehezebb. Ha például a betűket nem a megfelelő színben látja az alany, akkor lassabban tudja felismerni őket. A tesztek ezt használják ki.
A Stroop-hatás miatt a szinesztéziás személy nehezebben tud olyan színeket használni, amik nem olyanok, mint amilyennek az ő érzékelése szerint lenniük kell. Így például az egyenszínű színesrúd-készletek, vagy a színkották megnehezítik a tanulását, viszont ha a saját színeit használhatja, akkor ebből a szempontból nincs problémája.

## Vélemények
A WHO és a kutatók, mint H. Emrich, M. Zedler, Richard E. Cytowic, V. S. Ramachandran, …
szerint nem betegség. A hazai ismeretterjesztő irodalomban azonban többnyire akként szerepel. Néha külföldön is így emlegetik. Mivel nem ismert széles körben, előfordul, hogy egy egyébként színvonalas folyóiratban is sok valótlanságot állítanak róla. Mindenesetre a legtöbb szinesztéziás élvezi ezt az adottságát, mint például a művészek. Néhány szinesztéziás számára ez az adottság inkább átok, mint áldás, de számuk elenyésző a többi szinesztéziáshoz képest.

## Hallucinációk
Hallucinációk esetén akkor van szó szinesztéziáról, ha egyszerre több érzék támogatja: a páciens úgy érezheti, hogy egyszerre látja, tapintja, és hallja az élményt. Ez lehet pszichoaktív szerek használatának a következménye, vagy utalhat skizofréniára is.

## Hírességek
- Pharrell Williams, amerikai énekes, dalszerző, producer
- Richard Feynman,[52] amerikai fizikus
- Hélène Grimaud,[52] francia zenész, zongorista
- Jimi Hendrix, amerikai zenész, gitáros, énekes[53]
- David Hockney,[52] amerikai festő
- Richard D. James,[52] angol zenész
- Ligeti György,[52]
- Liszt Ferenc,[52] magyar zeneszerző
- Olivier Messiaen,[52] francia zeneszerző
- Vladimir Nabokov,[52] amerikai-orosz-… író
- Alekszandr Nyikolajevics Szkrjabin, orosz zeneszerző
- Daniel Tammet,[52] angol savant
- Sabriye Tenberken,[52] német tibetológus
- Nikola Tesla, szerb feltaláló Horvátországból
- Matthias Waldeck, német fényképész és festő
- Vaszilij Kandinszkij, orosz festőművész
- Marina and the Diamonds, brit énekesnő
- Jean Sibelius, a finn zene legjelentősebb alakja
- Kevin Parker, ausztrál zenész és gitáros

## Kutatása

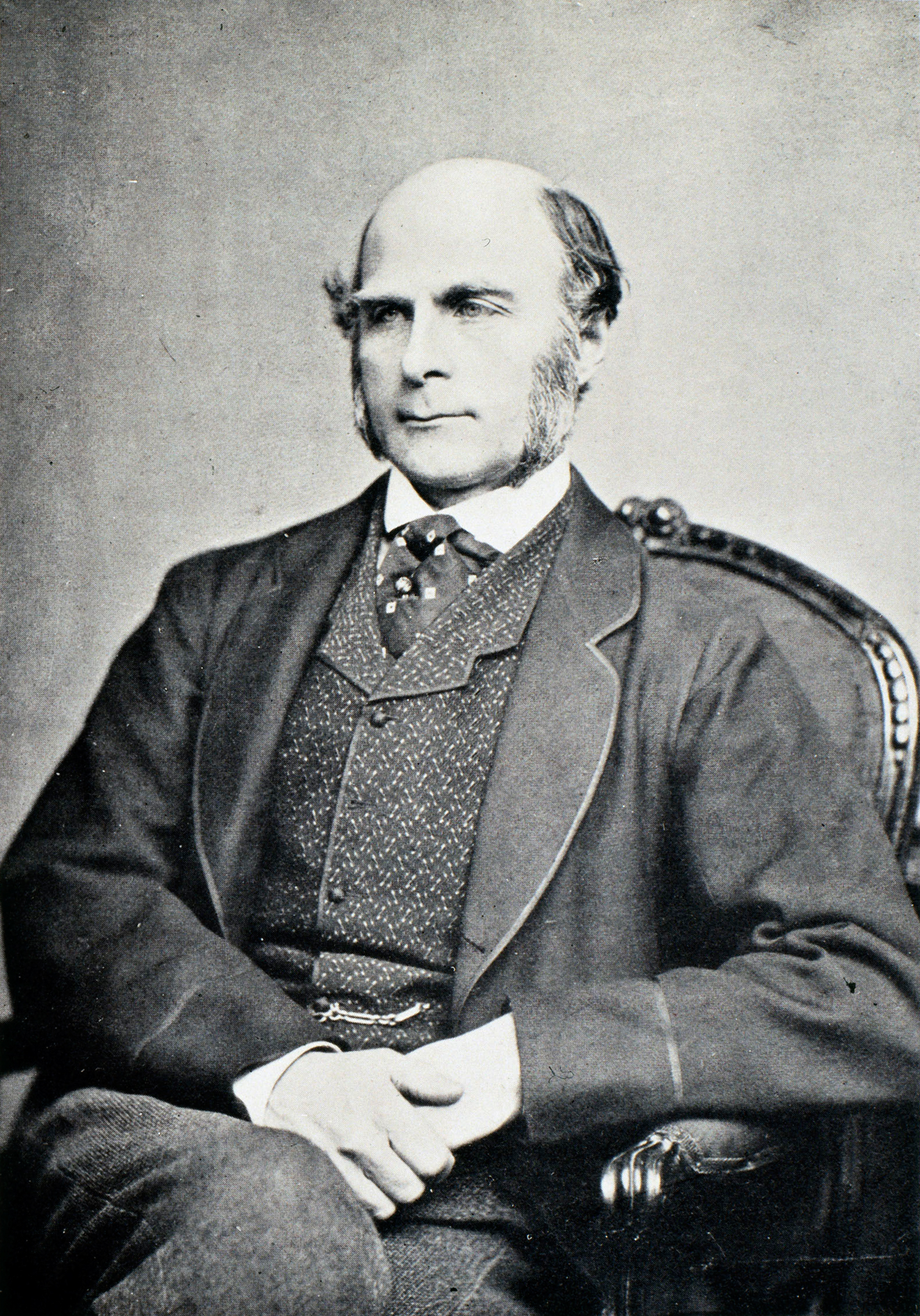
Francis Galton 1850

Már az ókori görög filozófusok vitatkoztak azon, hogy a hangok színezete, azaz a hangszín valódi fizikai minőség-e, amit mérni lehet. Isaac Newton úgy gondolta, hogy a hangoknak és a színeknek ugyanazok a frekvenciái.
A tizenkilencedik század végén a régi felvetés, hogy a hangok és a színek között kapcsolat van, színorgonák építéséhez és színzenei előadásokhoz vezetett.
Az első orvosi leírás a német Sachs dolgozata 1812-ből.
Gustav Fechner végezte az első felmérést a betűszínekről 73 szinesztéziás részvételével 1871-ben,
amit Francis Galton tanulmánya követett 1880-ban.
Ezeket a kezdeti kutatásokat követően a téma gyorsan népszerűvé vált, és angol, német, francia, meg amerikai kutatók foglalkoztak vele. A szubjektív tapasztalatok mérésének nehézségei és a behaviorizmus előretörése miatt azonban az 1930-as évekre a jelenség népszerűségét vesztette a kutatók körében.
Az 1980-as években a kognitív fordulat újra tanulmányozásra érdemessé minősítette a belső állapotok és az öntudat tanulmányozását. Az USA-ban Larry Marks és Richard Cytowic, Angliában Simon Baron-Cohen és Jeffrey Gray vezette a kutatásokat. Vizsgálták az állandóságát, a tudatosodását, és a szinesztéziás élmények gyakoriságát. Az 1990-es évek vége felé a kutatások a graféma-szín szinesztéziára összpontosultak. Ez a gyakoribb és a könnyebben tanulmányozható típusok egyike.
2006-ban a Cortex 26 cikkel tematikus különszámot jelentetett meg a szinesztéziáról. Tudományos könyvek, rövidfilmek és novellák jelentek meg róla.

### Kapcsolódó területek
A tudósokat nemcsak maga a szinesztézia érdekli. A jelenség vizsgálatával többet lehet megtudni a szenzoros integrációról, a nyelvről, és akár az autizmusról is.
A nyelvhez való kapcsolódás egyik példája a bouba/kiki jelenség. Wolfgang Köhler két alakzatot mutatott az alanyoknak: egy szögletest és egy gömbölyűt. Az alanyoknak arra a kérdésre kellett válaszolniuk, hogy melyik a kiki és melyik a bouba. Az emberek 95-98%-a szerint a szögletes a kiki, és a gömbölyű a bouba. Köhler Tenerifén is megismételte a kísérletet a takete és a maluma szavakkal. Daphne Maurer és társai szerint már 2,5 éves, olvasni még nem tanult gyerekek is mutatják ezt a jelenséget.
Egy másik vizsgálatban az autisták 60%-a, míg a többi tesztszemély 90%-a mutatta a jelenséget.
Ramachandran és Hubbard szerint a kiki/bouba jelenség a hangszimbolika által hatással volt a nyelv fejlődésére. Úgy gondolják, hogy az első szavak nem voltak önkényesek, hanem a hangszimbolika befolyásolta őket. Egyetlen jól irányzott kép vagy metafora képes egy komplex gondolatrendszert aktiválni a másik ember elméjében.
A kutatók továbbá remélik, hogy a szinesztézia, mint szokatlan tudatos élmény tanulmányozása segíthet az öntudat megértésében; abban, hogy hogy jön létre az öntudat, és hogy mi okozza.
A szinesztézia a filozófusok számára is érdekes, mert segíthet megoldani az érzetminőségek problémáját, mivel a szinesztéziások által tapasztalt kapcsolódó érzetminőségek a tipikustól eltérve jönnek létre.

## Az irodalomban

### Költői eszköz
Az irodalomban a szinesztézia vagy érzetcsere olyan költői eszköz, amely fölcseréli a különböző érzeteket (látás, hallás, tapintás, szaglás, ízlelés). A metafora altípusa.
Példák magyar költőktől:
„színek víg pacsirtái zengtek”,
„Egy kirakatban lila dalra kelt / Egy nyakkendő” (Tóth Árpád: Körúti hajnal).,
„Napsugarak zúgása, amit hallok” (Ady Endre)
„Éreztem, bársony nesz inog” (József Attila)
„tréfás-lila, bor-színű, néma-szürke” (Kosztolányi Dezső)
„Színek zengése! Fények zúgása!” (Dsida Jenő)
„az illatok színe/ a színek íze/ az ízek hangja…” (Weöres Sándor)
„A barna gondok, szélvész, háború,/ Villám, s hideg fény voltak táborom.” (Vörösmarty Mihály)
és zeneszerzőtől:
„Vannak a léleknek régiói, melyekbe csak a zene világít be.” (Kodály Zoltán)
A szimbolisták kedvelt költői eszköze. A leghíresebb mű Arthur Rimbaud Voyelles (Magánhangzók) című szonettje. Költészetét a szinesztéziára alapozta, ahogy azt A látnok levelében megírta. De nem ő volt az első. Charles Baudelaire kezdeményezte a szimbolizmust, és a Kapcsolatokban ki is fejtette a szimbolizmus hitvallását. Sok költő vallotta magát szimbolistának, de Arthur Rimbaud, Paul Verlaine és Stéphane Mallarmé volt közülük a három legjelentősebb.

### Ábrázolások
Bevezetésként egy-két példa:
- Isaac Asimov könyvében, A mezítelen napban a főszereplő művésznő színesnek látja a szavakat
- Stanisław Lem Kiberiádájának egyik írásában szerepel egy drog, ami tükör-érintéses szinesztéziát vált ki az emberekből.

Patricia Lynne Duffy szerint a különböző művekben következőképpen ábrázolják a szinesztéziás szereplőket:
- romantikus ideál: túllépés a megtapasztalt világon. Ilyen például Vladimir Nabokov novellája, aminek orosz címe Дар, Dar; ISBN 0-679-72725-6. Angolul The Gift címen jelent meg.
- betegség: a szinesztéziát betegségként ábrázolja. Így jelenik meg például Julia Glass könyvében, a The Whole World Overben.
- a kettő együtt: erre a novellát, a The Sound of Blue-t hozza fel Holly Payne-től.
- egészséges és kiegyensúlyozott állapot: erre két novella a példa; Jane Yardley: Painting Ruby Tuesday és Wendy Mass: A Mango-Shaped Space

Sok ilyen ábrázolás nem pontos, hanem sokkal inkább a szerző elképzeléseit tükrözi, mint a valóban létező jelenséget.

### Magyarul
- Susan Greenfield: Megmagyarázzuk az emberi értelmet. Kalauz az emberi test vezérlő központjához Kiadja: Magyar Könyvklub – Helikon Kiadó 1997 ISBN 963-548-572-7
- Képmás családmagazin, 2008 április. Elrettentő példa.
- Doktori értekezés a szinesztéziáról
- Juhász Levente Zsolt értekezése

- P. Dombi Erzsébet: Öt érzék ezer muzsikája. A szinesztézia a Nyugat lírájában; Kriterion, Bukarest, 1974
- Synesthesia / Szinesztézia; szerk. Rózsás Lívia; 2B Kulturális és Művészeti Alapítvány, Budapest, 2012 + DVD

### Angolul
- http://www.newscientist.com/article/dn16537-genetic-roots-of-synaesthesia-unearthed.html – genetika, nyugalom, hátrányos bemutatás
- https://web.archive.org/web/20071228132417/http://www.bu.edu/neuropsychology/synvc.html – linkgyűjtemény
- http://synaesthesia.fws1.com/ – vélekedések, kapcsolódó dolgok, LSD, nem skizo
- https://web.archive.org/web/20080501154114/http://psyche.cs.monash.edu.au/v2/psyche-2-10-cytowic.html
- https://web.archive.org/web/20080416222521/http://www.mixsig.net/ – típusok görög néven; csupa görög nagybetűvel
- http://www.optimnem.co.uk/about.php – Daniel Paul Tamnet
- https://web.archive.org/20050319051442/home.comcast.net/~sean.day/index.html – becslések, típusok;
- http://cytowic.net/ – jellemzés, egyediség
- https://web.archive.org/web/20080513184435/http://psy.ucsd.edu/chip/ramapubs.html – keresztaktiválás, nem beképzelés vagy metafora; stabil, pop-up, hamis szín rossz; művészet, metaf. sz., hatás a nyelvre, érzetminőségek, egyediség
- https://web.archive.org/web/20080313174454/http://www.lunarium.net/synesthesia/syn1.htm
- https://web.archive.org/web/20071224155209/http://www.freewebs.com/motherlucifer/synesthesia.htm – jellemzés
- Oliver Sacks, Letters: Musical Ability ( 1995) Science. 268. (5211).sid. 621–622.
- Vladimir Nabokov: Speak, Memory

### Németül
- http://www.synaesthesie.org/2synaesthesia/Lexikon

- lehetetlen színek, intermod. analógia
- http://vollekanne.zdf.de/ZDFde/inhalt/17/0,1872,2139185,00.html?dr=1%5B%5D – megélése, nem beképzelés, limbikus kapcsolat
- https://web.archive.org/web/20071027065111/http://www.farbimpulse.de/artikel/liste.html?artikelid=5&artikelrubrik=farbwirkung – szavak, első hónapok, becslések; akaratlanság, kikapcsolhatatlanság
- https://web.archive.org/web/20070929020554/http://www.synaesthesie.at/ Kandinsky
- https://web.archive.org/web/20080331230105/http://www.synaesthesie.ch/New/index.php – hozzárendeléses teszt, változatlanság; örökölhető, nő-férfi arány, becslések, típusok, multisz., előnyök-hátrányok
- https://web.archive.org/web/20051113225705/http://www.wissenschaft.de/sixcms/detail.php?id=156972 – Galton
- https://web.archive.org/web/20070927221914/http://www.synaesthesie.info/dokumentation/diplom_eBook_Bergmann_Voerman.pdf – projektor és asszociátor; típusok, analóg asszoc.; vakok, öröklődés; filozófia, kutatástörténet, nem betegség, kommunikáció kívülállókkal; hipnózis, szimuláció
- http://www.synaesthesieforum.de/download/2008-02_credit-suisse-bulletin_dittmar_de.pdf%5B%5D – pedagógiai vonatkozások

### Más nyelveken
- Fagius, Jan. Hemisfärernas musik, Bo Ejeby Förlag. – Abszolút hallás
- M.Drobner Akustyka Muzyczna Polskie Wydawnictwo Muzyczne PWM 1973, s.70 lengyel – Abszolút hallás

### Az irodalomban
- https://web.archive.org/web/20110816122948/http://www.verslista.hu/muveszetek/3stilus/11szfordulo/11fszimb.htm
- https://web.archive.org/web/20080419161759/http://www.sze.hu/muvtori/belso/stilusok/szecszimb/szecszimb2.htm
- https://web.archive.org/web/20060927061856/http://www.doctorhugo.org/synaesthesia/rimbaud.html
- Kosztolányi Dezső összegyűjtött versei. Szépirodalmi Könyvkiadó, Budapest, 1975 ISBN 963-15-0378-X
- Dsida Jenő: Templomablak
- Weöres Sándor: Variációk
- Vörösmarty Mihály: Csongor és Tünde
- Isaac Asimov: A mezítelen nap
- Stanisław Lem: Kiberiáda
- Vladimir Nabokov: Дар
- Julia Glass: The Whole World Over
- Holly Payne: The Sound of Blue
- Jane Yardley: Jane Yardley
- Wendy Mass: A Mango-Shaped Space